# 失われた福音書〜イエスとマグダラのマリアの結婚の秘密を明かす古文書の解読
『失われた福音書〜イエスとマグダラのマリアの結婚の秘密を明かす古文書の解読』（うしなわれたふくいんしょ イエスとマグダラのマリアのけっこんのひみつをあかすこもんじょのかいどく、英: The Lost Gospel: Decoding the Ancient Text that Reveals Jesus' Marriage to Mary the Magdalene）は、イスラエル在住のドキュメンタリー製作者で著作家のシンハ・ヤコボビッチと、トロント・ヨーク大学の初期キリスト教専門の学者バリー・ウィルソンの共著で、2014年に欧米で出版された。6世紀に編纂された『世界を形作った出来事の記録書』という文書集に収録されていた『正しい人ヨセフと妻アセナトの物語（ヨセフとアセナト）』は、1世紀まで遡る初期グノーシス主義の暗号化された福音書で、イエスとマグダラのマリアの聖なる婚礼・交わりに基づく教義が記録されているとしている。2016年に邦訳版『失われた福音－「ダ・ヴィンチ・コード」を裏付ける衝撃の暗号解読』（桜の花出版）が出版された。

## 分析
従来は、『ヨセフとアセナト』の物語は、ユダヤ人社会に由来するミドラーシュ（聖書解釈）であり、偶像崇拝するアセナトが、ヨセフとの出会いを通してユダヤ教に改宗することがテーマであると理解されてきた。しかし、著者は、この『ヨセフとアセナト』の物語は、ヘブライ語聖書（旧約聖書）のヨセフとアセナトの話とは全く違い、キリスト教内部で異端とされたグノーシス主義（の前身）に基づいていると分析した。
さらに著者は、『ヨセフとアセナト』に添えられた6世紀の二つの書簡にも注目している。そこには、『ヨセフとアセナト』には「内在する意味」（隠された意味）があり、文書を追求する者は命を危険にさらしかねない、と書かれていた。また、この古文書がシリア語圏キリスト教の栄えた地で発見されたこと、これを6世紀の文書集に加えたのはキリスト教修道士だったことなどからも、これはキリスト教の文書だとしている。
著者は、様々な角度から、ヨセフはイエス、アセナトはマグダラのマリアであると分析する。そして、この古文書に書かれている二人の出会い、結婚、子供、殺人未遂事件等の記録を細かく解読し、またイエスを死へと導いた政治的背景も分析している。
パウロが現れるはるか以前に出現した、原始キリスト教教義の一つである初期グノーシス主義にとって、イエスの死ではなく、イエスの生や結婚が非常に重要であったと著者は説明する。この古文書は人間イエスに焦点を当てており、イエスが神格化された初期キリスト教の時代には、このような考え方は非常に危険だった。だから、暗号化する必要があったのだ、としている。

## 評価
メディアの一部は、結婚したイエスという概念を直ちに拒否したが、支持を表明する学者もいた。
「この新書『ロストゴスペル』で、ヤコボビッチとウィルソンは、最も偉大な古代文献であり考古学の謎の一つを明らかにした。古代キリスト教とユダヤ教の歴史発掘と研究に革命を起こすのは間違いない」　　　
　　　　　　　　　　～リチャード・フロイント教授〔ラビ〕、米ハートフォード大学モーリスグリーンバーグ、ユダヤ史学科 
「非常に面白く読めた。イエスがマグダラのマリアと結婚していたという主題もかなり説得力があった。本のスタイルも今風で、会話調で読みやすく、上手く構成されていると思う。独身であることを重要視し、セックスは罪で堕落的だという見方には、いつも強い違和感を感じていた。それは、女性と、自然の営みの中での女性の役割を侮辱する見方だと思う」　　　
　　　　　　　　　　～マデリン・B・ディック博士、トロント・ヨーク大学名誉教授、歴史学者
「シンハ・ヤコボビッチとバリー・ウィルソンは見事な共同研究で、この古文書がキリスト教グノーシス主義のものであるという仮説を前進させた。グノーシス主義では、結婚し子供もいるイエスがその教義の中心となっているが、それは歴史上の一人物であるイエスに基づくものかもしれない。一般人はこれに深く興味をそそられ、聖職者は非難し、学者の一部は単なる『お騒がせ』本とはねつけるだろう。だが、じっくり読む価値は大いにある」
　　　　　　　　　　～ジェームズ・D・テイバー、シャーロット・ノースカロライナ大学教授、古代ユダヤ教・初期キリスト教専門
「『ロストゴスペル』は綿密に記録された力作だ。…キリスト教の起源に関する現代の討論に大いに貢献するものだ」
　　　　　　　　　　～マーガレット・スターバード、『The Woman with the Alabaster Jar』著者
「100％興味をそそられる。一生涯で、もっとも重要な、あるいはもっとも重要な書のひとつだ、と多くが言うだろう」　　～NBC’s Today

## 参考リンク
- シンハ・ヤコボビッチ『失われた福音書』アイディアシティ出演
- The Lost Gospel – the Background Analysis of a Mysterious Ancient Writing (失われた福音書―ミステリアスな古文書の背景分析)　バリー・ウィルソン
- The Lost Gospel (Observations, Part 1), 5 Reasons Why People Want A Celibate Jesus（失われた福音書―人々が独身イエスを望む5つの理由）

## 関連書籍
- シンハ・ヤコボビッチ、バリー・ウィルソン（共著）、守屋彰夫（翻訳監修）『失われた福音－「ダ・ヴィンチ・コード」を裏付ける衝撃の暗号解読』　桜の花出版、2016年、ISBN 4434226312
- シンハ・ヤコボビッチ、チャールズ・ペルグリーノ（共著）、沢田博 (翻訳)『キリストの棺―世界を震撼させた新発見の全貌』　文庫ぎんが堂、2009年、ISBN 4781670121